# Simon II. (Lothringen)

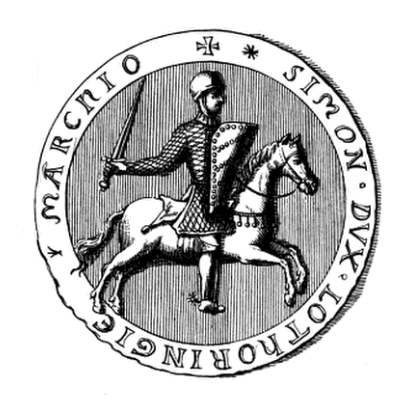
Simon II.

Simon II. (* 1140; † 1. April 1206) war Herzog von Lothringen von 1176 bis 1206. Er war der Sohn von Herzog Matthäus I. (Haus Châtenois), und Judith von Staufen (1123–1195), der Schwester von Kaiser Friedrich Barbarossa, die auch Bertha von Schwaben genannt wurde.
Er folgte seinem Vater 1176 als Herzog, obwohl seine Mutter seinen jüngeren Bruder Friedrich vorzog. Simon musste daher eine Adelsversammlung einberufen, die ihn in seinen Rechten bestätigte, die ihn aber auch zwang, auf einige Privilegien zu verzichten. Insbesondere wurden die États de Lorraine geschaffen, die die Rolle eines Parlaments des Herzogtums übernahmen. Seinem Bruder Friedrich gab er das Land Bitsch als Paragium, was diesem aber nicht reichte. Friedrich revoltierte; der Krieg dauerte drei Jahre und endete mit einem in Ribemont geschlossenen Friedensvertrag, mit dem Lothringen faktisch geteilt wurde: Simon erhielt den frankophonen Süden, Friedrich den deutschsprachigen Norden.
Simon II. heiratete in erster Ehe Agnes von Veldenz, Tochter von Gerlach I., Graf von Veldenz; seine zweite Ehefrau war Ida von Vienne († 1224), Tochter von Gerald I., Graf von Mâcon und Vienne. Beide Ehen blieben kinderlos. Seinen Neffen Friedrich, den Sohn seines gleichnamigen Bruders, setzte er als seinen Nachfolger ein, obwohl sein Bruder ihn überlebte. 1202 trat er die Hoheit über die Grafschaft Vaudémont an Theobald I., Graf von Bar, ab.